# Рання пташка
Рання пташка (тур. Erkenci Kuş) — турецький серіал в жанрі любовної драми та комедії, який вийшов на каналі Star TV в 2018—2019 роках. В Україні транслювався на каналі ТЕТ у 2019—2020 роках. В головних ролях: Демет Оздемір, Джан Яман, Берат Єнільмез, Біранд Тунджа.

## Сюжет
Ця історія розповість про велике кохання Санем і Джана. Санем — молода дівчина, яка ще не встигла отримати постійну роботу, і працює в бакалійному магазині свого батька, сподіваючись, що одного дня вона стане відомою письменницею. Згодом Санем потрапляє на роботу в рекламну агенцію, в якій працює її сестра. Перший же робочий день приніс дівчині несподівану зустріч, про яку потім вона вже не могла забути. Головна героїня романтичної комедії познайомилася з цікавим хлопцем Джаном, і це знайомство згодом змінить все її життя.

## Ролі
| Актор              | Роль                       | Українське багатоголосе закадрове озвучення | Серія |
| ------------------ | -------------------------- | ------------------------------------------- | ----- |
| Демет Оздемір      | Санем Айдин                | Юлія Перенчук                               | 1-51  |
| Джан Яман          | Джан Дівіт                 | Роман Чорний                                | 1-51  |
| Озлем Токаслан     | Мевкібе Айдин              | Лідія Муращенко                             | 1-    |
| Джіхан Ерджан      | Музаффер Кая               | Андрій Твердак                              | 1-    |
| Ознур Серчелер     | Лейла Айдин                | Анна Дончик                                 | 1-51  |
| Берат Єнільмез     | Ніхат Айдин                | Максим Кондратюк                            | 1-    |
| Біранд Тунджа      | Емре Дівіт                 | Андрій Федінчик                             | 1-51  |
| Севджан Яшар       | Айлін Юкселен              |                                             | 1-    |
| Анил Челік         | Дженгіз Оздемір (Джейджей) | Олександр Погребняк                         | 1-    |
| Тугче Кумрал       | Дерен Кескін               | Наталя Романько-Кисельова                   | 1-    |
| Джерен Ташчи       | Айхан Ишик                 | Катерина Брайковська                        | 1     |
| Сібель Шішман      | Ґюліз Їлдирим              |                                             | 1-    |
| Алі Яджи           | Осман Ишик                 | Павло Скороходько                           | 1-    |
| Асуман Чакир       | Айсун Кая                  |                                             | 1-    |
| Ферді Байджу Ґюлер | Мелахат                    |                                             | 1-    |
| Ахмет Сомерс       | Азіз Дівіт                 |                                             | 1-    |
| Туна Тунали        | Метін Авукат               |                                             | 1-    |
| Огуз Окул          | Рифат                      |                                             | 1-    |
| Кім'я Ґьокче Айтач | Полен                      |                                             | 1-    |
| Айше Акин          | Арзу Таш                   |                                             | 3-    |
| Бакі Чіфтчі        | Левент                     |                                             | 9-    |
| Асли Меліса Узун   | Ґамзе                      |                                             | 18-   |
| Ґамзе Топуз        | Джейда                     |                                             | 20-   |
| Озґюр Озберк       | Ензо Фабрі                 |                                             | 20-   |
| Іпек Тенолджай     | Хюма Дівіт Ердамар         |                                             | 26-   |
| Ділек Сербест      | Айча                       |                                             | 27-   |
| Утку Атеш          | Їгіт                       |                                             | 27-   |

Українською мовою серіал озвучено студією «1+1» у 2019 році.